# Mátra Volán

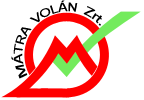
le logo de la compagnie Mátra Volán

Mátra Volán ([ˈmaːtɾɒ ˈvolaːn]) est une compagnie de bus d'État hongroise desservant Gyöngyös et le comitat de Heves. En janvier 2015, elle a fusionné dans le KMKK.